# Hammond Rens
En af Danmarks bedste og mest kreative jazztrommeslagere, Kresten Osgood, fik opfyldt lidt af en drengedrøm, da det i 2002 lykkedes ham at samle den amerikanske saxofonist Michael Blake og hammondlegenden Dr. Lonnie Smith på albummet Hammond Rens. 
Resultatet blev musik, der var skabt til at gå direkte i kroppen – leveret af musikere, der har groove indopereret i nervebanerne. Det kan næsten ikke blive til andet end fuldfedt swingende og funket fremover
at opleve de tre herrer sammen live på en scene.

## Diskografi

### Albums
- 2002: Hammond Rens (album)